# Columbrianos
Columbrianos ist ein Ortsteil von Ponferrada. Es liegt am Jakobsweg in der Autonomen Region Kastilien und León.

## Toponym
Der Ort wird schon in Dokumenten von 923, 928, 1043 als 1081 Columbrianos oder Conimbrianos erwähnt. Dieser Name wird unterschiedlich hergeleitet, ohne dass es aber ein eindeutig belegbare Erklärung gäbe.
- Einige Historiker glauben, dass der Ort nach der Reconquista von Portugiesen aus Coimbra wiederbesiedelt worden wäre und diesen ihrer alten Heimat zuliebe CONIMBRIGANOS genannt hätten.
- Möglicherweise leitet er sich aber auch von „columba“ (Taube) ab und resultierte damit aus den zahlreichen Tauben und Taubenschlägen der Gegend.
- Schließlich wird der Name noch auf die häufig am Jakobsweg vertreten „Padres Columbinos“ zurückgeführt.[1]

## Geschichte
Columbrianos ist eine der ältesten Ansiedlungen der Gegend, älter als Ponferrada, das erst nach dem Brückenbau unter Bischof Osmundo seine Bedeutung erlangte. Das Gemeindegebiet war vor der Gründung Ponferradas bedeutend größer und schloss weite Teile der später gegründeten Stadt ein. Die Pilger passierten damals den Río Sil zwischen Santo Tomás und Columbrianos, um zum damals hier existierenden Pilgerhospiz zu gelangen. 1837 wurde der Ort zu Ponferrada eingemeindet.

## Sehenswertes
- Stefanskirche (Iglesia de San Esteban) von 1778, Rekonstruktion des Turmes 1948 nach einem Blitzschlag und teilweisem Einsturz
- Sankt Blasien Kapelle (Capilla San Blas) mit einem Gemälde aus dem 18. Jh. und einem Barockrelief der in Ponferrada verehrten Jungfrau von der Steineiche (Virgen de La Encina). In jüngster Zeit wurde die Kapelle außen mit Pilgermotiven zu Ehren der vorbeiziehenden Pilger gestaltet, ausgeführt von Amador Diéguez Ayerbe.
- Herrenhaus der Familie Tormaleo (Casa Tormaleo)
- Herrenhaus der Familie Regalao (Casa Regalao), früher auch Sitz der Gemeindeverwaltung

## Wirtschaft
Das Bierzo hat sehr gute Bedingungen für die Landwirtschaft: Umgeben von Bergketten ist es windgeschützt und sonnig, von Galicien her bekommt es die notwendigen Niederschläge. Die wichtigsten Produkte sind Wein, Früchte und Gemüse, im Gewächshausanbau werden auch Salat und Blumen gezogen, ebenfalls spielt die Viehwirtschaft eine wichtige Rolle. Durch die Vergrößerung der Siedlungsfläche nimmt die Landwirtschaft in der Summe ab, die Zahl der Beschäftigten, die in Ponferrada beschäftigt sind, nimmt dadurch zu.

## Fiestas
- Fronleichnamswoche (Octava del Corpus Christi), im Juni
- Stefanstag (26. Dezember)